# Correios de São Tomé e Príncipe
Correios de São Tomé e Príncipe est l'opérateur public responsable du service postal à Sao Tomé-et-Principe, désigné pour remplir les obligations découlant de l'adhésion à la Convention de l'Union postale universelle.

## Réglementation
Le secteur postal est régulé par l'Autorité générale de réglementation de São Tomé et Príncipe, AGER.